# Eric Butler (Basketballspieler)
Eric Butler (* 6. März 1974) ist ein ehemaliger kanadisch-britischer Basketballspieler.

## Laufbahn
Butler, ein 1,98 Meter messender Flügelspieler, war Schüler der Kerrisdale Elementary School in Vancouver. Er stand zwischen 1992 und 1997 in der Basketballmannschaft der University of British Columbia. In Bezug auf seine Punktwerte war dort die Saison 1994/95 Butlers beste, als er 10,9 pro Begegnung erzielte.
Der erste Halt seiner Laufbahn als Berufsbasketballspieler wurde in der Spielzeit 1997/98 der französische Zweitligist Poissy-Chatou. Zu Beginn der Saison 1998/99 stand er erst kurz in Milton Keynes (England) unter Vertrag, wechselte dann zu den Clare Jets nach Irland.  Anschließend spielte Butler beim österreichischen Bundesligisten Kapfenberg.
Zwischen 2000 und 2002 stand er beim UBC Mattersburg unter Vertrag, erzielte dort im Schnitt 16,2 Punkte je Begegnung. In der Saison 2002/03 bestritt Butler 29 Ligaspiele für den deutschen Bundesligisten EnBW Ludwigsburg, in denen er im Schnitt 6,6 Punkte erzielte. In der Sommerpause 2003 wurde er vom deutschen Zweitligaverein Eisbären Bremerhaven verpflichtet. Im Laufe der Saison 2003/04 wechselte er innerhalb der Liga von Bremerhaven zum BBC Bayreuth. In seinem letzten Spieljahr als Berufsbasketballspieler (2004/05) gehörte Butler dem österreichischen Bundesligisten Fürstenfeld Panthers an.
2010 gründete er in Vancouver ein Unternehmen, das Basketballtraining für Jugendliche anbietet. Einer seiner Geschäftspartner und Mitstreiter wurde Joey Vickery.